# Mount Temple
Der Mount Temple ist ein Berg im südlichen Teil der Southern Continental Ranges der kanadischen Rocky Mountains.

## Lage
Der Berg liegt im Banff-Nationalpark und im Bow River Valley, zwischen dem Paradise Creek und dem Moraine Creek, in der Provinz Alberta.
Er ist der höchste Berg in der Region um den Lake Louise. Drei Kilometer südöstlich liegt der Moraine Lake, zwei Kilometer nordwestlich das Paradise Valley.

## Toponymie
Der Berg wurde 1884 von George Mercer Dawson zu Ehren des britischen Kolonialbeamten Sir Richard Temple (1826–1902) benannt.

## Besteigungen
Walter Wilcox, Samuel Allen und Louis F. Frissel gelang bereits am 17. August 1894 die Erstbesteigung über den Sentinel Pass und den Südwestgrat.
Am 11. Juli 1955 kamen am Berg bei einem der schwersten Bergsteigerunfälle in Kanada sieben jugendliche männliche US-Amerikaner auf einer Route über die Südwestwand ums Leben. An einem warmen Sommertag wurden sie von einer Lawine getroffen und 200 Meter in die Tiefe gerissen.
Am 3. Januar 1969 gelang Dave Haley und James Jones die erste Winterbesteigung des Mount Temple über den Südwestgrat.
Im September 2015 fiel eine Bergsteigerin während der Besteigung des Mount Temple nach einem Wetterumschwung in den Tod, im Juli 2022 stürzte ein Bergsteiger am Mount Temple beim Aufstieg über die Südwestroute über 1000 Meter in die Tiefe und verstarb.
Der Bioniker Hugh Herr, der später nach Erfrierungen beide Unterschenkel verlor, bestieg den Mount Temple 1973 im Alter von acht Jahren.